# Cleomenes (beeldhouwer)

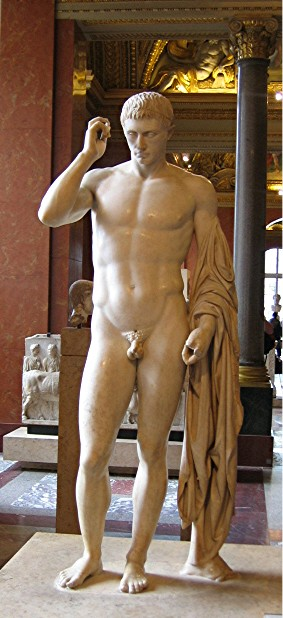
Beeld door Cleomenes

Cleomenes (Oudgrieks Κλεομένης / Kleomenes) was een Atheens beeldhouwer uit de 1e eeuw n.Chr., van wie een werk, de Marcellus als Hermes Logios in het Louvre, bewaard is gebleven. De zogenaamde Venus de' Medici, die hem werd toegeschreven, is niet van hem.
- Gemeinsame Normdatei: 131851330
- Système universitaire de documentation: 19839599X
- Union List of Artist Names: 500103533
- Virtual International Authority File: 3626159478326227990000
- WorldCat: E39PBJfCCk9YBQGM8Mpp3YGWDq